# Eddie Clamp
Harold Edwin "Eddie" Clamp (ur. 14 września 1934 w Coalville, zm. 14 grudnia 1995 w Wolverhampton) – angielski piłkarz występujący podczas kariery na pozycji pomocnika.

## Kariera klubowa
Eddie Clamp piłkarską karierę rozpoczął w Wolverhampton Wanderers w 1953. W barwach Wilków zadebiutował 6 marca 1954 w meczu z Manchesterem United. Z Wilkami trzykrotnie zdobył mistrzostwo Anglii w 1954, 1958, 1959, Puchar Anglii w 1960 oraz trzykrotnie Tarczę Dobroczynności w 1954, 1959 i 1960. Ogółem w barwach Wolverhampton rozegrał 241 spotkań, w których zdobył 25 bramek. W trakcie sezonu 1961/62 przeszedł do stołecznego Arsenalu. W trakcie sezonu 1962/63 przeszedł do drugoligowego Stoke City, w którym w tym samym sezonie awansował do Division One. Ogółem w latach 1954-1964 rozegrał w lidze angielskiej 254 spotkania, w których zdobył 26 bramek. W latach 1964–1965 występował w trzecioligowym Peterborough United. Karierę zakończył w amatorskim Worcester City w 1967.
| Sezon   | Klub                         | Kraj   | Rozgrywki                | Mecze | Bramki |
| ------- | ---------------------------- | ------ | ------------------------ | ----- | ------ |
| 1953/54 | Wolverhampton Wanderers F.C. | Anglia | Division One             | 2     | 0      |
| 1954/55 | Wolverhampton Wanderers F.C. | Anglia | Division One             | 10    | 0      |
| 1955/56 | Wolverhampton Wanderers F.C. | Anglia | Division One             | 27    | 1      |
| 1956/57 | Wolverhampton Wanderers F.C. | Anglia | Division One             | 13    | 1      |
| 1957/58 | Wolverhampton Wanderers F.C. | Anglia | Division One             | 41    | 10     |
| 1958/59 | Wolverhampton Wanderers F.C. | Anglia | Division One             | 26    | 3      |
| 1959/60 | Wolverhampton Wanderers F.C. | Anglia | Division One             | 38    | 8      |
| 1960/61 | Wolverhampton Wanderers F.C. | Anglia | Division One             | 40    | 0      |
| 1961/62 | Wolverhampton Wanderers F.C. | Anglia | Division One             | 17    | 9      |
| 1961/62 | Arsenal F.C.                 | Anglia | Division One             | 18    | 0      |
| 1962/63 | Arsenal F.C.                 | Anglia | Division One             | 4     | 1      |
| 1962/63 | Stoke City F.C.              | Anglia | Division Two             | 32    | 0      |
| 1963/64 | Stoke City F.C.              | Anglia | Division One             | 18    | 2      |
| 1964/65 | Peterborough United          | Anglia | Division Three           | 8     | 0      |
| 1965/66 | Worcester City F.C.          | Anglia | Southern Football League | ?     | ?      |
| 1966/67 | Worcester City F.C.          | Anglia | Southern Football League | ?     | ?      |

## Kariera reprezentacyjna
W reprezentacji Anglii Clamp zadebiutował w 18 maja 1958 w zremisowanym 1-1 towarzyskim meczu z ZSRR. 
W tym samym roku Clamp uczestniczył w mistrzostwach świata. Na turnieju w Szwecji wystąpił w trzech meczach: z ZSRR, Brazylią i Austrią, który był jego ostatnim meczem w reprezentacji. Ogółem rozegrał w niej 4 spotkania.
| Mecze i gole w reprezentacji | Mecze i gole w reprezentacji | Mecze i gole w reprezentacji | Mecze i gole w reprezentacji | Mecze i gole w reprezentacji | Mecze i gole w reprezentacji | Mecze i gole w reprezentacji |
| #                            | Data                         | Miasto                       | Przeciwnik                   | Gol                          | Wynik                        |                              |
| ---------------------------- | ---------------------------- | ---------------------------- | ---------------------------- | ---------------------------- | ---------------------------- | ---------------------------- |
| 1.                           | 18.05.1958                   | Moskwa                       | ZSRR                         |                              | 1:1                          | towarzyski                   |
| 2.                           | 08.06.1958                   | Göteborg                     | ZSRR                         |                              | 2:2                          | Mistrzostwa Świata 1958      |
| 3.                           | 11.06.1958                   | Göteborg                     | Brazylia                     |                              | 0:0                          | Mistrzostwa Świata 1958      |
| 4.                           | 15.06.1958                   | Borås                        | Austria                      |                              | 2:2                          | Mistrzostwa Świata 1958      |